# Yiannis Boutaris
Yiannis Boutaris (en griego: Γιάννης Μπουτάρης) (Salónica, 13 de junio de 1942 -Salónica, 9 de noviembre de 2024) fue un empresario vinicultor griego, licenciado en química, representante político y alcalde de Tesalónica entre el 1 de enero de 2011 y el 31 de agosto de 2019 por haber ganado dos elecciones locales consecutivas en 2010 y en 2014.

## Biografía
Durante las décadas de 1980 y 1990, participó con éxito en la gestión del equipo de baloncesto Aris de Tesalónica. Fue presidente de la Federación Helénica del Vino y miembro de la junta directiva del Palacio de la Música de Tesalónica. Es uno de los miembros fundadores del partido político Drasi que significa "Acción" y del Centro Medioambiental ARCTUROS (Περιβαλλοντικό Κέντρο του ΑΡΚΤΟΥΡΟΥ) que es una organización medioambiental, no gubernamental (ONG) y sin fines de lucro, fundada en 1992 y centrada en la protección de la fauna, tales como los osos pardos, y el hábitat natural en Grecia y en el extranjero. 
La película documental "Un paso adelante" de 2012 (en griego; Ένα Βήμα Μπροστά - "Ena vima brostá"), dirigida por Dimitris Athyridis, trata sobre él.